# Чемпионат Австрии по баскетболу среди женщин
Чемпионат Австрии по баскетболу среди женщин (нем. Österreichische Frauenbasketball-Liga) — турнир среди австрийских баскетбольных женских команд. В XXI веке состав участников элитного дивизиона неуклонно снижается и к 2013 году в лиге выступает 5 команд. С 2013 по 2016 годы совместно со словацкими командами организуется новый турнир «ASWBL», где разыгрывался титул австро-словацкой баскетбольной лиги. Затем, по окончании данного соревнования, 4 лучшие австрийские команды выявляли чемпиона Австрии. С сезона 2016/17 вновь был восстановлен полноценный турнир чемпионата Австрии.

## Победители
| Год  | Победитель                        |
| ---- | --------------------------------- |
| 1949 | Винер Спорт Клуб Вена             |
| 1950 | Пост Вена                         |
| 1951 | Пост Вена                         |
| 1952 | Спортклаб Ханделсминистериум Вена |
| 1953 | Спортклаб Ханделсминистериум Вена |
| 1954 | Спортклаб Ханделсминистериум Вена |
| 1955 | Спортклаб Ханделсминистериум Вена |
| 1956 | Спортклаб Ханделсминистериум Вена |
| 1957 | Спортклаб Ханделсминистериум Вена |
| 1958 | Унион Бабенгер Вена               |
| 1959 | Унион Бабенгер Вена               |
| 1960 | Спортклаб Ханделсминистериум Вена |
| 1961 | Унион Мариахиф                    |
| 1962 | Унион Нибелунген Пёхларн          |
| 1963 | Унион Нибелунген Пёхларн          |
| 1964 | Унион Бабенгер Вена               |
| 1965 | Унион Мариахиф                    |
| 1966 | Унион Бабенгер Вена               |
| 1967 | Унион Файрестоун Вена             |
| 1968 | Унион Файрестоун Вена             |
| 1969 | Унион Файрестоун Вена             |
| 1970 | Унион Файрестоун Вена             |
| 1971 | Унион Файрестоун Вена             |
| 1972 | Унион Файрестоун Вена             |
| 1973 | Унион Гарант Вена                 |
| 1974 | Унион Гарант Вена                 |
| 1975 | Унион Бундеслёндер Вена           |
| 1976 | Унион Бундеслёндер Вена           |
| 1977 | Унион Бундеслёндер Вена           |
| 1978 | АБС Донау Вена                    |
| 1979 | АБС Донау Вена                    |
| 1980 | Унион Бундеслёндер Вена           |
| 1981 | Унион Бундеслёндер Вена           |
| 1982 | Унион Бундеслёндер Вена           |
| 1983 | Унион Бундеслёндер Вена           |
| 1984 | Унион Бундеслёндер Вена           |
| 1985 | Унион Бундеслёндер Вена           |
| 1986 | ДББ Вена                          |
| 1987 | ДББ Вена                          |
| 1988 | ДББ Вена                          |
| 1989 | Пауэрбаскет Вельс                 |
| 1990 | Пауэрбаскет Вельс                 |
| 1991 | Пауэрбаскет Вельс                 |
| 1992 | Пауэрбаскет Вельс                 |
| 1993 | АСКО БСГ Штайр                    |
| 1994 | Пауэрбаскет Вельс                 |
| 1995 | Пауэрбаскет Вельс                 |
| 1996 | Пауэрбаскет Вельс                 |
| 1997 | Пауэрбаскет Вельс                 |
| 1998 | Духесс Клостернойбург             |
| 1999 | Духесс Клостернойбург             |
| 2000 | Духесс Клостернойбург             |
| 2001 | Духесс Клостернойбург             |
| 2002 | Духесс Клостернойбург             |
| 2003 | Духесс Клостернойбург             |
| 2004 | Пауэрбаскет Вельс                 |
| 2005 | Пауэрбаскет Вельс                 |

| Год  | Победитель                    | Вице-чемпион                  | Финал |
| ---- | ----------------------------- | ----------------------------- | ----- |
| 2006 | ЖБК Херцогенбург Херцогенбург | Духесс Клостернойбург         | 3 — 0 |
| 2007 | Флайинг Фоксес Вена           | ЖБК Херцогенбург Херцогенбург | 3 — 1 |
| 2008 | Флайинг Фоксес Вена           | ЖБК Херцогенбург Херцогенбург | 3 — 1 |
| 2009 | Флайинг Фоксес Вена           | Пауэрбаскет Вельс             | 2 — 0 |
| 2010 | Флайинг Фоксес Вена           | Райффазен Лэдис Вельс         | 3 — 0 |
| 2011 | Флайинг Фоксес Вена           | Духесс Клостернойбург         | 3 — 0 |
| 2012 | Флайинг Фоксес Вена           | Духесс Клостернойбург         | 3 — 0 |
| 2013 | Флайинг Фоксес Вена           | БК Вена 87 Вена               | 3 — 0 |
| 2014 | Флайинг Фоксес Вена           | Духесс Клостернойбург         | 3 — 0 |
| 2015 | Флайинг Фоксес Вена           | Баскет Флэймс Вена            | 3 — 0 |
| 2016 | Флайинг Фоксес Вена           | Баскет Флэймс Вена            | 3 — 0 |
| 2017 | Флайинг Фоксес Вена           | Баскет Флэймс Вена            | 3 — 0 |

## Достижения клубов
| Клуб                                                                    | Чемпион                          | Всего |
| Баскет Флэймс (Унион Файрестоун, Унион Гарант, Унион Бундеслёндер) Вена | 1967—1977, 1980—1985             | 17    |
| Флайинг Фоксес (Пост) Вена                                              | 1950, 1951, 2007—2017            | 13    |
| Райффазен Лэдис (Пауэрбаскет) Вельс                                     | 1989—1992, 1994—1997, 2004, 2005 | 10    |
| Спортклаб Ханделсминистериум Вена                                       | 1952—1957, 1960                  | 7     |
| Духесс Клостернойбург                                                   | 1998—2003                        | 6     |
| Унион Бабенгер Вена                                                     | 1958, 1959, 1964, 1966           | 4     |
| ДББ Вена                                                                | 1986—1988                        | 3     |
| Унион Мариахиф                                                          | 1961, 1965                       | 2     |
| АБС Донау Вена                                                          | 1978, 1979                       | 2     |
| Винер Спорт Клуб Вена                                                   | 1949                             | 1     |
| АСКО БСГ Штайр                                                          | 1993                             | 1     |
| ЖБК Херцогенбург Херцогенбург                                           | 2006                             | 1     |